# Wachholder (Leichlingen)
Wachholder ist eine aus einer Hofschaft hervorgegangene Ortschaft in der Stadt Leichlingen (Rheinland) im Rheinisch-Bergischen Kreis im Süden von Nordrhein-Westfalen.

## Lage und Beschreibung
Wachholder liegt nordöstlich des Leichlinger Ortskerns am Rande der Leichlinger Hochfläche an der Einmündung der Landrat-Trimborn-Straße in die Landesstraße 359. Die Ortslage bildet heute mit dem südlich ebenfalls an der Landrat-Trimborn-Straße gelegenen Ortslage Neuland eine geschlossene Siedlung.
Weitere Nachbarorte sind neben dem Kernort Roderhof, Schmerbach, Bergerhof, Scheidt, Hülstrung, Waltenrath, Weide, Bennert, Oberschmitte, Ellenbogen, Buntenbach, Bechlenberg, Am Hammer und Johannisberg.

## Geschichte
Die Karte Topographia Ducatus Montani aus dem Jahre 1715 zeigt den Hof unter dem Namen Wachelterhof. Im 18. Jahrhundert gehörte der Ort zum Kirchspiel Leichlingen im bergischen Amt Miselohe. Die Topographische Aufnahme der Rheinlande von 1824 und die Preußische Uraufnahme von 1844 verzeichnen den Ort als Wacholdern bzw. Wacholder.
1815/16 lebten 37 Einwohner im Ort. 1832 gehörte Wachholder unter dem Namen Wacholdern  der Bürgermeisterei Leichlingen an. Der laut der Statistik und Topographie des Regierungsbezirks Düsseldorf als Dorfschaft kategorisierte Ort besaß zu dieser Zeit elf Wohnhäuser und 13 landwirtschaftliche Gebäude. Zu dieser Zeit lebten 57 Einwohner im Ort, davon sieben katholischen und 50 evangelischen Glaubens.
Im Gemeindelexikon für die Provinz Rheinland werden 1885 neun Wohnhäuser mit 77 Einwohnern angegeben. 1895 besitzt der Ort zehn Wohnhäuser mit 63 Einwohnern, 1905 zehn Wohnhäuser und 63 Einwohner.